# العقاب (مسلسل)
العقاب، مسلسل تلفزيوني كويتي، إنتج وعرض في شهر رمضان بالعام الميلادي 1994، قام الفنان سعد الفرج بإعداد وكتابة قصته، وكتب السيناريو وحوار مصطفى جمعة، بينما قام بإخراجه عبد الرحمن الشايجي.

## قصة المسلسل
تدور الأحداث حول «عائشة» المرأة الجاحدة العنيفة التي تمارس قسوةً بالغةً على أسرة زوجها، وأنزلت بهم ظلماً شديداً، ولديها ابن واحد هو «خالد»، وهو شخص مسالم ولا يملك دراية كبيرة بالحياة، ولا يحسن التصرف، وتدور الأيام دورتها، لتقع الأم في شر أعمالها، ويُنزل بها الزمن عقوبته في آخر المطاف، عندما يتزوج ابنها الوحيد وتنتاب قلبه قسوة شديدة ليتخلى عن والدته تاركاً إياها تعيش في دار للمسنين.

## الفنانين المشاركين
| الممثل         | الدور                | حجم الدور            |
| -------------- | -------------------- | -------------------- |
| سعد الفرج      | 1: أبو خالد، 2: خالد | بطولة                |
| مريم الصالح    | عائشة (أم خالد)      | بطولة                |
| غانم الصالح    | حمود الصخة           | بطولة                |
| جاسم النبهان   | أحمد                 | بطولة ثانية          |
| خليفة خليفوة   | خليل (أبو إبراهيم)   | بطولة ثانية          |
| أنوار أحمد     | ليلى                 | بطولة ثانية          |
| ولد الديرة     | فرحان                | دور فعلي             |
| منى عبد المجيد | ليلى                 | دور فعلي             |
| لطيفة المجرن   | شهلا                 | دور فعلي             |
| أمينة القفاص   | أمينة                | بطولة ثانية          |
| طيبة الفرج     | أم أبو خالد          | ظهور بالحلقات الأولى |
| حمد ناصر       | جاسم (كبيرا)         | ثانوي                |
| سماح           | هيلة                 | بطولة ثانية          |
| جاسم عباس      | طارق                 | ثانوي                |
| منى شداد       | لمى                  | ثانوي                |
| شيخة اعتقاد    | لولوة                | ثانوي                |
| رشا مصطفى      | رشا                  | ثانوي                |
| مي العيدان     | سحر                  | ثانوي                |
| ماجد سلطان     | أبو مبارك            | ثانوي                |
| أحمد الهزيم    | أبو سليمان           | ثانوي                |
| صباح الدقاق    | الخادمة نرجس         | ظهور بسيط            |